# Ultima razzia
Ultima razzia è stato un programma televisivo italiano andato in onda su Rete 4 in seconda serata tra il 2004 e il 2005. È stato realizzato in un'unica edizione trasmessa a partire dal 16 dicembre 2004, anticipata da una puntata pilota trasmessa il 3 giugno dello stesso anno. La conduzione era affidata a Syusy Blady e Patrizio Roversi.

## Il programma
La trasmissione, adattamento ad opera di Fatma Ruffini di un format francese, era sviluppata sotto format di reality-talk incentrato sulla cultura; protagonisti di ogni puntata erano alcuni personaggi del mondo dello spettacolo (i partecipanti allo speciale di giugno 2004 erano Maurizio Nichetti, Jane Alexander e Gioele Dix), che hanno a disposizione un'ora di tempo per "saccheggiare" una libreria nella quale sono custoditi libri, DVD e dischi musicali. I due conduttori della trasmissione, Syusy Blady e Patrizio Roversi (di ritorno sulle reti Mediaset a diciassette anni di distanza da Lupo solitario) seguivano i protagonisti con l'ausilio di un tecnologico carrello con telecamera incorporata, chiedendo loro spiegazioni sulle scelte effettuate e approfondendo così i loro gusti in ambito musicale, cinematografico e culturale.
Durante ogni puntata si illustravano inoltre le ultime uscite librarie e musicali, e venivano commentate le relative classifiche di vendita. Un ruolo di "disturbo" nella trasmissione era messo in atto dagli attori comici Antonio Cornacchione, Pino Campagna e Beppe Braida.
Tra i personaggi che hanno partecipato alle puntate del programma si ricordano Elio, Lina Wertmüller, Alba Parietti, Elio Fiorucci, Giovanni Rana e Barbara De Rossi.
Il produttore esecutivo della trasmissione era Roberto Ebale, la regia di Franco Bianca.

### Collocazione in palinsesto
Il programma andava in onda nella seconda serata del giovedì su Rete 4; è stato trasmesso inizialmente uno speciale, in onda il 3 giugno 2004, che ha anticipato un ciclo di otto puntate andate in onda a partire dal 16 dicembre seguente.